# Parafia Nawiedzenia Najświętszej Maryi Panny w Markowicach
Parafia Nawiedzenia NMP w Markowicach – parafia w dekanacie inowrocławskim I.

## Rys historyczny
Źródło: strona archidiecezji gnieźnieńskiej
- 1630 – powstanie kościoła i klasztoru po sprowadzeniu tu gotyckiej rzeźby Matki Boskiej z Dzieciątkiem
- 1634 – wybudowanie tu z fundacji właściciela wsi Andrzeja Bardzkiego i jego żony Heleny drewnianego kościoła
- 1642 – osadzenie przez właścicieli majątku karmelitów trzewiczkowych
- 1652 – wystawienie oficjalnego aktu fundacji
- 1660 – powiększenie klasztoru
- koniec XVII wieku – rozpoczęcie budowy murowanego kościoła i klasztoru
- 1825 – kasata klasztoru i włączenie parafii do Ludziska
- 1921 – sprowadzenie tu Misjonarzy Oblatów Maryi Niepokalanej
- 1921 – utworzenie klasztoru
- 1924 – ustanowienie tu parafii
- 1965 – koronacja figury NMP przez  kard. Stefana Wyszyńskiego
- 2013 – odejście z parafii Ojców Oblatów (od tego momentu w parafii pracują duchowni diecezjalni)

## Dokumenty
Księgi metrykalne:
- ochrzczonych od 1924 roku
- małżeństw od 1924 roku
- zmarłych od 1924 roku

## Zasięg parafii
Źródło: strona parafii
Do parafii należą wierni z następujących miejscowości: Bożejewice (część), Busewo, Krusza Duchowna, Krusza Zamkowa (część), Markowice, Niemojewko, Tupadły (część), Wymysłowice, Żegotki i Żerniki (część).